# 卡巴拉島Online
《卡巴拉島Online》（トリックスター）是由韓國NTREEV軟體公司開發的2D大型多人在线角色扮演游戏，以可愛動漫風格為特色，加上一些獨特或原創系統的MMORPG，遊戲中移動、戰鬥、鑽地和許多其他功能主要是透過滑鼠控制，並利用鍵盤F1~F8等作為快捷鍵。各國版本皆為免費暢遊，但也有現金商店的功能，又稱為「MyShop」，可以利用現金購買遊戲中的特殊物品。

## 故事
在這世上，有一個超級有錢的富翁，他就是唐·卡巴利亞先生。他的興趣與事業是開發有趣的遊戲。但他心中一直覺得，只是虛擬的電玩遊戲，似乎都沒辦法滿足自己的野心，於是他決定要創造出一個讓所有人都讚嘆的遊戲。
這時在太平洋上，由於地殼變動而出現了一座小島。唐·卡巴利亞將這座島買下，動員美加路公司所有的精英，並花了無數的金錢，在島上建設了令人嘆為觀止的景觀，他將這座島，取名為「卡巴拉島」。
這座小島就是這個遊戲的舞台，而要體驗這個遊戲的人，就都必須真正來到這座島嶼。
然而，在「卡巴拉島」開幕前，發生了一件讓所有人都十分驚訝的事。那就是唐·卡巴利亞先生突然去世了。他的律師說：唐·卡巴利亞先生將生前所有財產都藏在卡巴拉島上，只要有本事，就能得到唐·卡巴利亞的遺產。唯一的規定就是，想要進入卡巴拉島，就必須穿上各種具有動物特徵的裝扮。
這個新聞轟動了全世界，於是來自世界各地的人，都湧入這個結合幻想與現實的小島上，為了找到傳說中的寶藏。

## 登場角色
可愛兔
職業：高中生
性別：女
類型：攻擊型
擁有出色的運動神經與反應，是天生的萬能運動女孩，很少有她不曾挑戰過的運動項目，因此經常代表學校參加全國競賽，並且全數獲得勝利。為此，她感到相當無趣。此時正好拳擊部邀她加入社團，好奇又好玩的她馬上加入，立刻被拳擊的節奏與速度感吸引，還立志奪下女拳擊大賽的第一名寶座。有一天她在雜誌上發現世界最豪華的拳擊手套（以阿拉斯加巨象皮所製）將被拍賣，她無論如何都想得到這個手套，於是決定前往尋找卡巴拉的寶藏。
活力牛
職業：格鬥家
性別：男
類型：攻擊型
身為職業格鬥家，比賽獎金是他的主要收入來源，最近才剛在南美舉行的布宜諾斯艾利斯拳擊大賽上榮獲冠軍，並贏得一大筆獎金，然而，那卻是在賭徒操控下所獲得勝利。他為這不公平的勝利感到恥辱，同時也對賭徒的卑劣行徑氣憤不已。為了向拳擊協會證明自己並未參與這骯髒的勾當，他自願取消冠軍的榮譽，不料經紀人卻早已帶著他的獎金遠走高飛。為了歸還獎金、並支付受傷對手的醫療費用以及其家人的花用等，他陷入了金錢上的窘境，只好收拾行囊，往卡巴拉島出發。
甜美羊
職業：圖書館管理員
性別：女
類型：魔法型
在國立圖書館擔任圖書管理員的工作，具有十分豐富的知識，對館內的圖書瞭若指掌，並有特別的熱情。某一天，一名奇怪的老人還來了一本不在圖書館目錄裡的古書，內容是關於古代魔法的符咒。她試著解讀書中的古代文字，學習並掌握書中所記載之魔法能力，原本羞澀、消極的她，慢慢地變得有自信了。這時候傳來了富翁遺產與卡巴拉島的消息，她一直夢想著擁有自己的圖書館，這可是她獲得資金的大好時機。
冷酷龍
職業：魔法師
性別：男
類型：魔法型
具有吉普賽血統，自小被某富翁收養，照著父母的安排學醫，但真正的他卻是喜歡占星與煉金術的。某天，他在為自己占卜時，看到「受到血的召喚，重返吉普賽」的啟示，於是回到了吉普賽人的部落，並成為吉普賽人的精神領袖。他努力地要改善吉普賽人的貧困與環境，無奈缺少支援，只有無盡的岐視。這次他在占卜中看到了能夠解救吉普賽人的島嶼，為了使吉普賽人得以定居與獨立，他需要一筆龐大的資金，而卡巴拉島就是他的希望。
博學狐
職業：考古學家
性別：女
類型：感知型
她擁有敏銳的直覺與優秀的邏輯能力，是一位兼具冷靜判斷與縝密推理的考古學家。從小她便接受天才教育，是有史以來以年紀最小的考古學博士，透過遺址探險、發掘遺物、考證古史等，獲得考古學界的認可。直到她宣稱所有文明皆出自於一種文明，主張「地球文明一元論」而在考古學界引起軒然大波，因此被視為異端。突然，由於地殼變化而在太平洋出現一個島嶼，她一直想親自調查，然而島嶼卻成卡巴利亞的私有地，並拒絕外界接觸。這次，她終於可以前去探索遺跡。
智慧獅
職業：工程師
性別：男
類型：感知型
理工科的高材生，沉迷在製造機器人的世界當中。從小對各種機械、模型組合等具有天生的敏感度，在機械愛好者中相當有人氣，甚至擁有專屬的粉絲俱樂部。一提到模型，人們最先想到每四年舉行一次的「世界模型組合大賽」，今年恰巧又有比賽了。為了在比賽中獲勝，得負擔昂貴的材料費，他幾乎作遍了所有可能的打工工作，還是不夠付材料費。當他聽到了卡巴拉遺產的消息後，馬上決定動身去尋寶
俏麗貓
職業：模特兒
性別：女
類型：魅力型
被星探視為未來的超級明星，是人氣正在節節高昇的模特兒新星。她為了讓外表出眾，不惜任何投資，要讓所有人的眼光都集中在她身上。目前剛接下電影「埃及艷后」的主角角色，與一流的製作人合作，她應該要感到滿足了。「但是，若能在電影中穿上真正的埃及艷后的服裝就更棒了。」她雖然這麼希望，卻負擔不起昂貴的服裝及飾品。在聽說了卡巴拉島的故事後，她為了穿上夢寐以求的服裝，動身前往卡巴拉島。
帥氣熊
職業：教師
性別：男
類型：魅力型
他是在女校教書的師範大學學生，出身教師世家，在嚴格、保守的環境下成長，是家裡七名小孩中，唯一的男孩。他與家庭中其他的教師成員不同，玩樂的時候總是很瘋狂，教學時亦具有高度熱忱。擁有熟稔的社交技巧與禮貌，長相不輸給電視上那些出盡鋒頭的明星們，是女校公認的教師偶像。卡巴拉島的消息一曝光，學校同時有七名學生翹家，其中兩名是他班上的學生，基於身為教師的使命感，為了找回翹家的學生，而來到了卡巴拉島。

## 遊戲玩法

### 職業攻略
卡巴拉島的職業共有4大類型，分別為：攻擊型、魔法型、感知型及魅力型。皆有男女兩種不同角色供玩家選擇，能自由分配的角色配點共分為初始（雷達，決定角色成長方向）、成長（每次升級有4點的能力點）、技能（每次升級有1點的能力點）三種。
- 攻擊型（可愛兔、活力牛）：以物理攻擊為主的職業。攻擊力、命中率、敏捷高於其他職業，其人物的屬性與技能在第一次轉職前是完全相同的，轉職後牛偏向範圍及屬性攻擊，或者敏捷牛，兔子則是單體高輸出。

- 魔法型（甜美羊、冷酷龍）：以華麗的魔法攻擊為主的職業。魔力(MP)、魔法力(魔攻)、魔法防禦高於其他職業，遠程攻擊為主，轉職後龍可使用光或暗屬性其中一種技能，羊則可以選擇風水、水雷、雷火、火土、土風，五種屬性組合。

- 感知型（博學狐、智慧獅）：以物理或槍器攻擊為主的職業。感知力、幸運、負重高於其他職業，轉職後，獅子多學習槍器技能（威力由命中率影響），威利極大，但無法同時裝備盾牌與槍，狐狸則是使用短刀，技能傷害多由感知力與幸運影響。

- 魅力型（俏麗貓、帥氣熊）：魅力型就是一般遊戲中像騎士一樣防禦型的角色，也是最適合做肉盾的角色。防禦高，HP也是最高的，能迴避怪物的攻擊，也有許多強大的技能，不可小視，熊在轉職後以丟擲卡片攻擊，貓則是使用體術等技能，傷害多由迴避力決定。

### 鑽地系統
鑽地系統是卡巴拉島的一大特色，需要先在角色身上裝製電鑽才能使用此系統，除了新手電鑽與商店販售的少數電鑽外，大多數電鑽都有使用等級、耐久度等分別，不同的區域有不同的地形，地底深度也大不相同，在鑽地前應該要選用適合那個地形及深度的電鑽，才可以順利鑽到物品。
在城鎮內鑽地是不被允許的，這樣會使得城內的公共設施遭到破壞。因此裝備電鑽後只能在城鎮以外的地區鑽地。不過，有部分的入口地圖也是不允許鑽地。鑽地可以獲得各式各樣的物品，裝備、金錢、任務物品，甚至精煉裝備所需要的礦石都必須經由鑽地獲得。另外，鑽地過程中，玩家也可得經驗值。

### 等級系統
卡巴拉島的角色等級有二種: 黃色(Lv)及綠色(TM)
- Lv顯示在螢幕最頂的黃色長條。當達到100%時，便能升級，能力會得到成長，同時得到4點自由分配的能力點。
- TM顯示在Lv底下的綠色長條，或在“技能”視窗。當達到100%時，便能升級，玩家會得到一個技能點，可用以使技能力量提升，或者掌握新技能，亦可留存。

### 組合系統
玩家把打怪、鑽地、解任務等得到的物品當作材料，請特定的NPC幫你組合成另一種物品。在一些比較大的城鎮，都可以看到組合師的存在，可以找初級組合師保羅組合各種回復藥水和禮券等物品，或是找中級組合師娜蒂亞組合飾品裝備，亦可找煉金術師奈特進行成長組合來提高裝備的附加屬性

### 合成系統
只有台版才有的系統，將遊戲內道具裝備的能力和付費商品裝備的外形合成的系統。如果擁有一個好的裝備物品，但是卻想要轉換它的外表時，就可以利用或是時間限制物品使用期限結束的付費物品，都可以透過裝備合成再度重新使用。
合成之後的新物品會擁有遊戲內道具裝備的能力、屬性與付費商品裝備的絢麗外形。還有只有盾牌、武器、槍、帽子的裝備可以進行合成，除此之外每種裝備必須配合各種裝備的類型才能互相組合。例如：遊戲內道具的盾牌類裝備+付費商品的盾牌類裝備。

### 裝備精煉
精煉是指可以使武器、防具等裝備道具提升主要基本屬性的功能。精煉共分為11個等級，機率不受角色特性影響，關鍵在於精煉的等級。精煉的等級愈高，成功機率便愈低，因此精煉等級高的裝備通常十分稀有與珍貴。精煉裝備需要使用特殊的材料，可以在礦山中找到，分為礦石材料及寶石材料兩種，分別適用於物理特性的武防及魔法特性的武防。

### 裝備隨機
玩家可利用基歐思的羽毛將裝備數值進行重置。

### 卡片對戰系統
玩家利用在遊戲中收集的卡片，進行對戰。

### 組隊系統
| 隊伍名稱 | 滿人最大%數 | 達成條件 | 達成人數 |
| 普通     | 1.5倍       | 性別職業皆無限制.等級皆在30等以上之組隊.                                                                       | 2~6人    |
| 固定     | 0倍         | 最高與最低等級相差在99等以上之組隊                                                                             | 4~6人    |
| 初級     | 1.8倍       | 隊伍中有一人在30等以下之組隊.且經驗值只能按等級分配                                                            | 2~6人    |
| 職業     | 3倍         | 不分性別.隊員皆為同一類型(ex.兔+牛或獅+狐之組隊).且職業相關的特性各增加一點(ex.熊+貓.體力.防禦.迴避力各加一點) | 4~6人    |
| 特別     | 4.5倍       | 同職業除外.隊員全為男性或女性.或隊員等級之類性質全相同之組隊                                                   | 4~6人    |
| 皇家     | 4.5倍       | 至少各職業性性質(攻.魔.感.魅)皆有一名之組隊                                                                    | 4~6人    |

## 外部連結
- KTO - Korean Official Page.
- JTO - Japanese Official Page.
- TTO（页面存档备份，存于） - Thailand Official Page.
- TWTO - Taiwan Official Page.